# Tabanus nemocallosus
Tabanus nemocallosus är en tvåvingeart som beskrevs av Ricardo 1909. Tabanus nemocallosus ingår i släktet Tabanus och familjen bromsar. Inga underarter finns listade i Catalogue of Life.